# (19801) Karenlemmon
(19801) Karenlemmon (2000 RZ64) – planetoida z pasa głównego asteroid okrążająca Słońce w ciągu 4,86 lat w średniej odległości 2,87 j.a. Odkryta 1 września 2000 roku.